# Rathen
Pour l’article homonyme, voir Rathen (Sarre).
Rathen est une commune de Saxe (Allemagne), située dans l'arrondissement de Suisse-Saxonne-Monts-Métallifères-de-l'Est, dans le district de Dresde.
Rathen est célèbre au niveau national et international pour sa Waldbühne (Wald- ou Felsenbühne Rathen : « Scène dans la forêt », ou « Scène dans les rochers »). Ce théâtre en plein air est proche du massif de la Bastei.